# Cucina dello Zhejiang

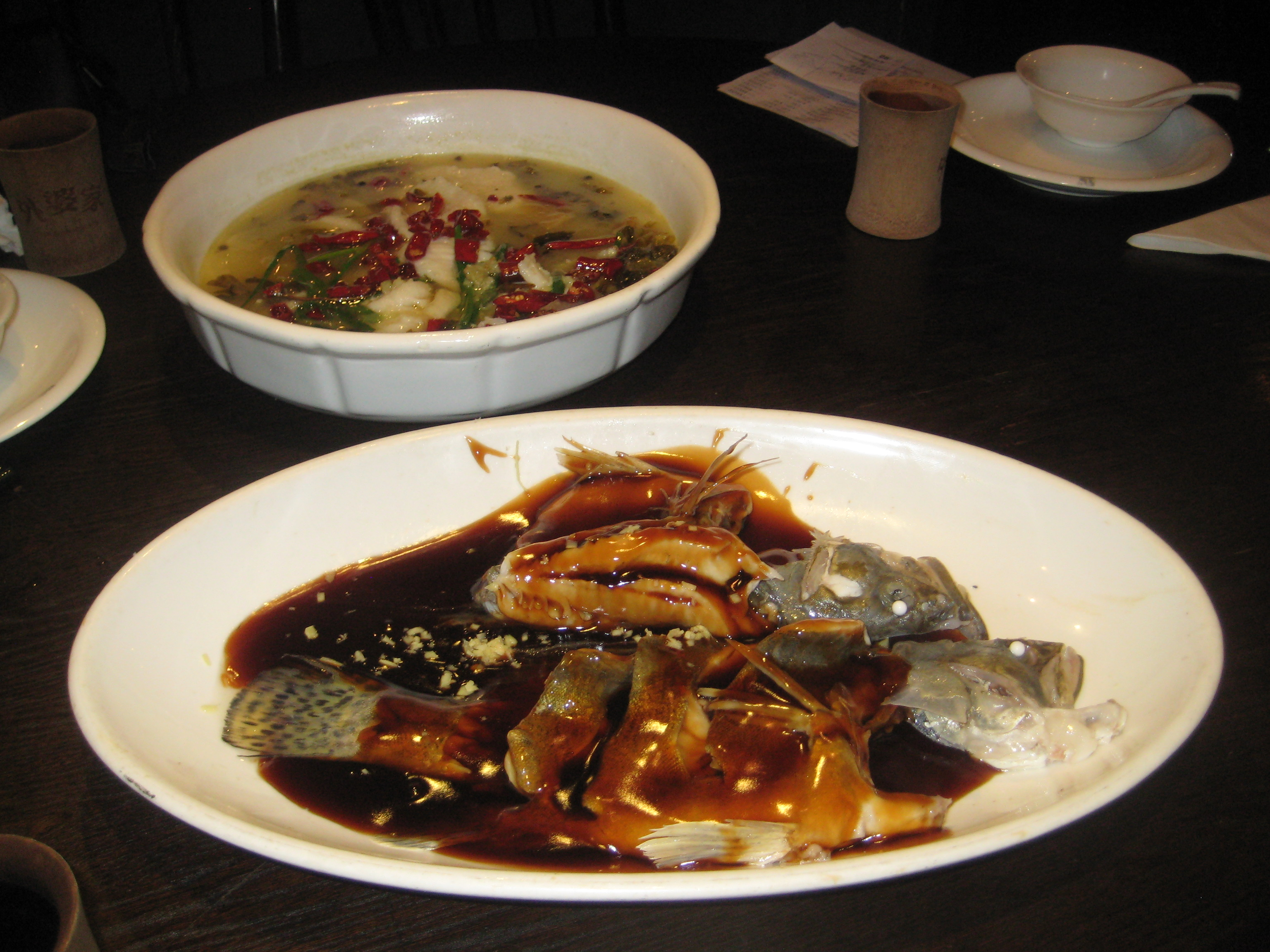
Pesce del Lago dell'Ovest in salsa agrodolce servito in un ristorante di Hangzhou

La cucina dello Zhejiang, detta anche cucina Zhe, fa uso di una gran varietà di materie prime dovuta alla fertilità e al clima temperato dello Zhejiang, una provincia cinese che è stata definita "la terra del pesce e del riso". Ciò che caratterizza questa cucina sono la selezione degli ingredienti, una dettagliata preparazione e tecniche di cottura ben precise, nonché una particolare cura all'aspetto dei piatti.

## Piatti principali

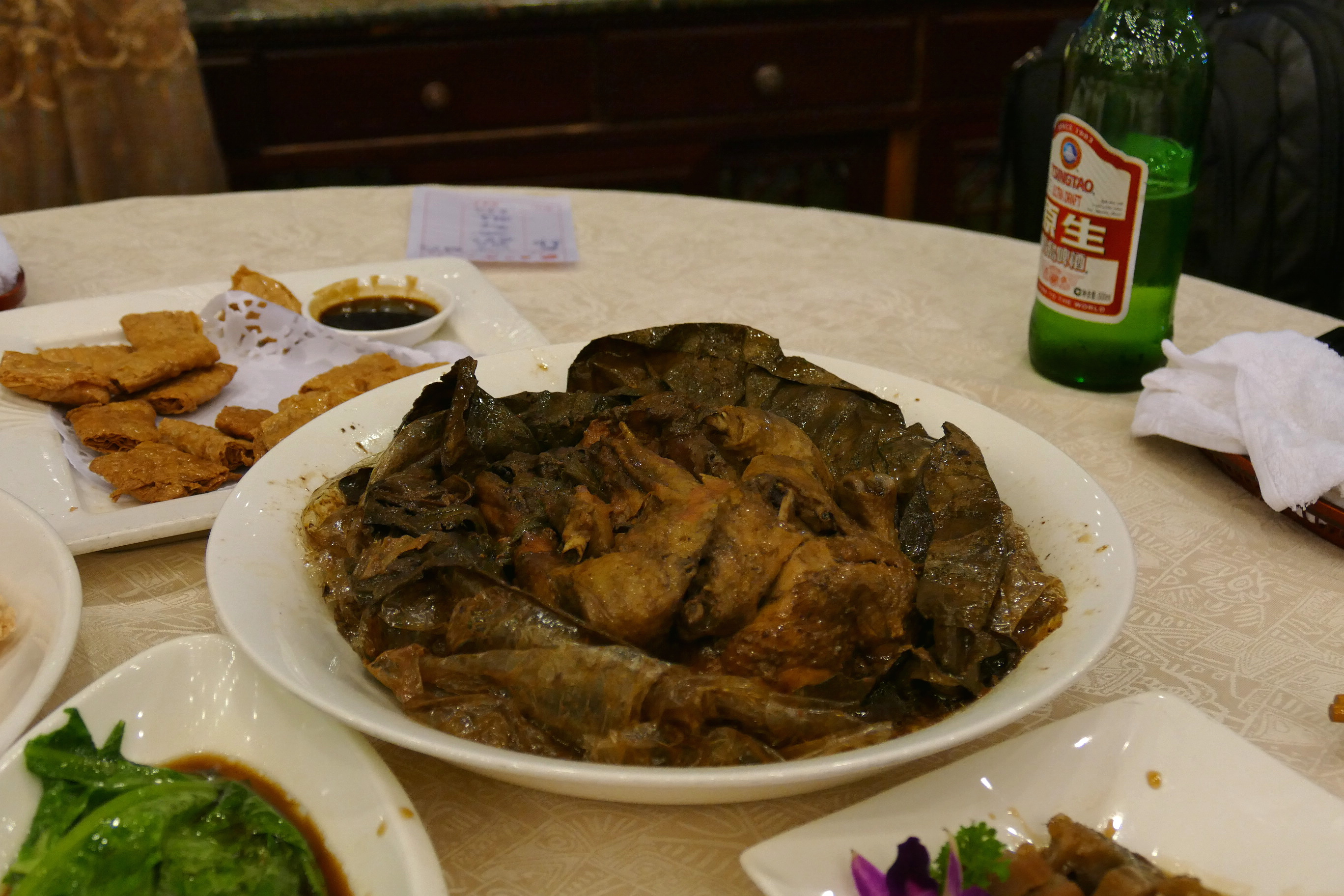
Pollo del mendicante

La cucina dello Zhejiang spazia dai gusti delicati tipici di Hangzhou ai piatti più robusti a base di pesce di Ningbo, sino alle pietanze al vino di riso di Shaoxing. Un'altra scuola regionale è la cucina Ou di Wenzhou, caratterizzata dal ridotto uso di olio e sale e dall'abbondante impiego di zenzero e huangjiu invecchiato.
Uno dei piatti più noti di questa provincia è il maiale Dongpo, così chiamato in onore del poeta Su Dongpo. Si tratta di un piatto a base di pancetta che viene brasata a lungo in un salsa sino a ottenere un composto tenero. Altra specialità dello Zhejiang è il pesce del Lago dell'Ovest in salsa agrodolce (西湖醋鱼S, xīhúcùyúP): il pesce pescato dal Lago dell'Ovest viene conservato per un paio di giorni affinché si possa rimuovere il cattivo odore della carne, dopodiché viene cotto per pochi minuti e servito in un salsa a base di aceto, zucchero, vino di riso e salsa di soia.
I piatti a base di verdure sono molto semplici e impiegano ingredienti di stagione, come il bambù proveniente dal monte Mogan, che può essere saltato in padella o brasato. Sulla costa dello Zhejiang abbondano i piatti a base di pesce, come i gamberi bolliti e saltati di Ningbo e il riso con maiale cotto al vapore in foglia di loto di Jiaxing (lo mai gai). La baia di Hangzhou è rinomata per la pesca dei granchi, che vengono cotti al vapore e serviti in una salsa di aceto e zenzero.
Le zuppe sono caratterizzate da un colore chiaro e gli ingredienti imbevuti in essere vengono bolliti a lungo al fine di ottenere un gusto più forte. In merito alla cultura del tè, nella città di Hangzhou è rinomato il tè Longjing, una variante di tè verde dal colore chiaro e dall'aroma delicato.
Alcune specialità appartenenti al cibo di strada sono gli xiaolongbao, dei ravioli ripieni di brodo cotti al vapore, i tangyuan serviti nello jiuniang, delle palline di riso servite in una zuppa di vino di riso fermentato, e il pollo del mendicante (叫化鸡S, jiàohuā jīP), che viene avvolto nelle foglie di loto e cotto in pentole di argilla. Anche i calamari allo spiedo e i pancake di gamberi sono diffusi nei mercati dello Zhejiang. Tra le bancarelle sono popolari anche la zuppa di zucca amara ripiena (canh khổ qua nhồi thịt) e la zuppa di germogli di bambù.